# Kanton Longueville-sur-Scie
Kanton Longueville-sur-Scie (fr. Canton de Longueville-sur-Scie) je francouzský kanton v departementu Seine-Maritime v regionu Horní Normandie. Skládá se z 23 obcí.

## Obce kantonu
- Anneville-sur-Scie
- Belmesnil
- Bertreville-Saint-Ouen
- Le Bois-Robert
- Le Catelier
- Les Cent-Acres
- La Chapelle-du-Bourgay
- La Chaussée
- Criquetot-sur-Longueville
- Crosville-sur-Scie
- Dénestanville
- Heugleville-sur-Scie
- Lintot-les-Bois
- Longueville-sur-Scie
- Manéhouville
- Muchedent
- Notre-Dame-du-Parc
- Saint-Crespin
- Sainte-Foy
- Saint-Germain-d'Étables
- Saint-Honoré
- Torcy-le-Grand
- Torcy-le-Petit